# کینگستون (مینه‌سوتا)
کینگستون، مینه‌سوتا (به انگلیسی: Kingston, Minnesota) یک شهر در ایالات متحده آمریکا است که در شهرستان میکر، مینه‌سوتا واقع شده‌است.

## خصوصیات
کینگستون ۱٫۴۵ کیلومترمربع مساحت و ۱۶۱ نفر جمعیت دارد و ۳۱۵ متر بالاتر از سطح دریا واقع شده‌است.